# Otto von Bubenberg
Otto von Bubenberg (* 1360; † 1397) war Schultheiss der Stadt Bern.
Otto von Bubenberg war der Sohn des Johann II. von Bubenberg und der Anna von Grünenberg. Er besass die Hälfte der Herrschaft Spiez,
Güter in Grünlauenen, Amsoldingen, Oberdettigen, Niederdettigen und Gerzensee. In den Jahren 1383 bis 1393 war er Schultheiss von Bern. Sowohl sein Vater, als auch seine älteren Brüder Johann III. von Bubenberg und Ulrich von Bubenberg († 1381), hatten vor ihm dieses Amt inne. Otto war verheiratet mit einer von Weissenburg und hatte mit ihr die Söhne Johannes VI. (erwähnt von 1390 bis 1435) und Richard II. (erwähnt von 1398 bis 1414).